# Nic Vogel

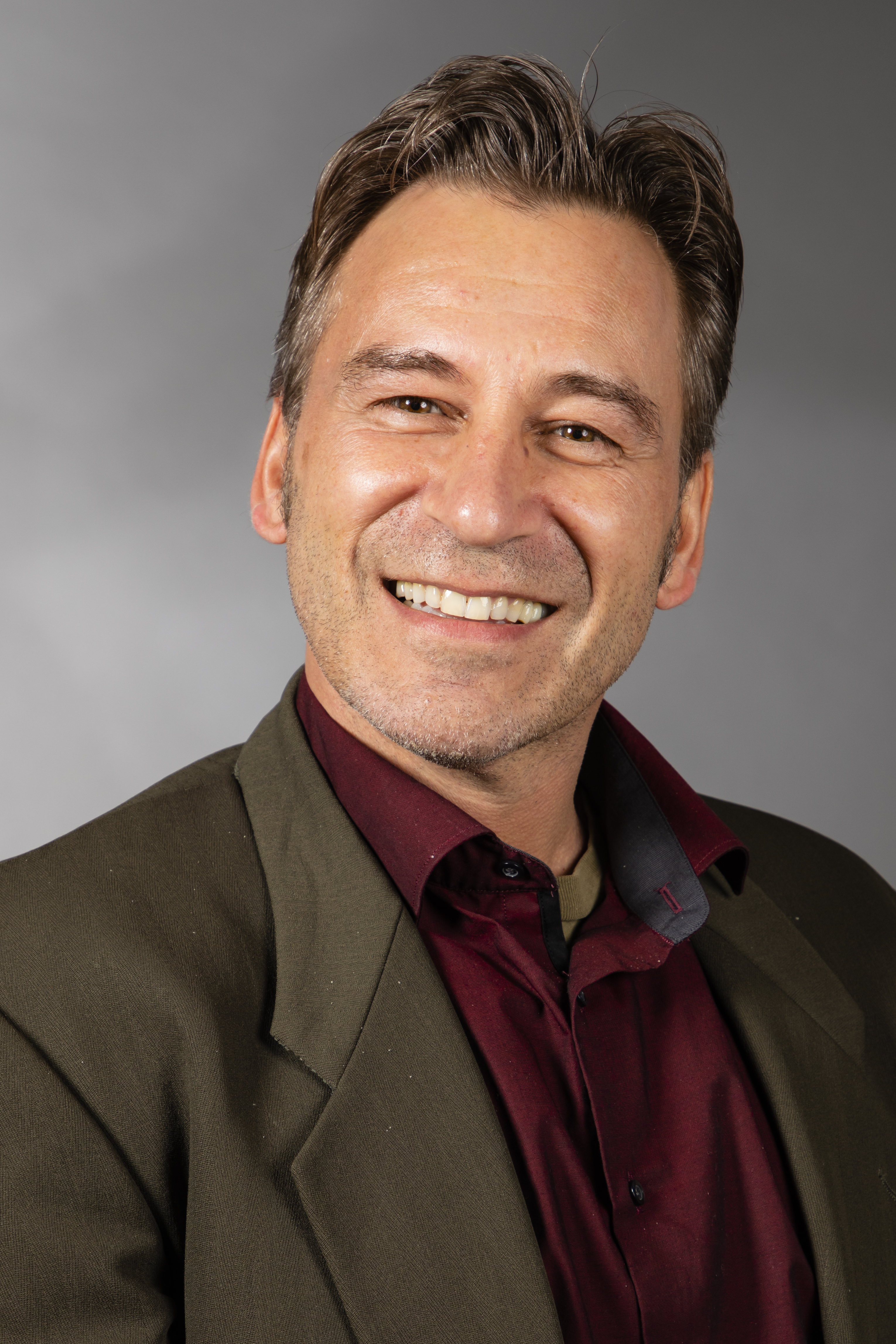
Nic Vogel (2019)

Nic Peter Vogel (* 13. März 1967 in Düsseldorf) ist ein deutscher Politiker (AfD). Er war von 2017 bis 2022 Mitglied im Landtag von Nordrhein-Westfalen.

## Beruf
Vogel war als selbstständiger Buchhändler tätig und betrieb bis 2017 einen Laden für Comics in Düsseldorf.

## Politik
Vogel ist stellvertretender Vorstand des AfD-Kreisverbandes Düsseldorf und seit 26. Juni 2014 Ratsherr im Stadtrat der Stadt Düsseldorf.
Bei der Landtagswahl in Nordrhein-Westfalen 2017 kandidierte er als Direktkandidat im Wahlkreis 41 (Düsseldorf II) und auf Platz neun der AfD-Landesliste. Über die Liste wurde er in den Landtag gewählt, in dem er als verkehrspolitischer Sprecher der AfD-Fraktion fungierte.
Am 10. März 2020 gab Vogel aus persönlichen Gründen seinen Austritt aus der Fraktion bekannt. Vogel gab weiterhin bekannt, zukünftig als AfD-Mitglied fraktionsloser Abgeordneter des Landtages bleiben zu wollen, während die Fraktion ihn aufforderte, das Mandat zurückzugeben. Ab dem 19. Mai 2020 war er wieder Mitglied der AfD-Fraktion.
Zur Landtagswahl 2022 trat er nicht wieder an und schied daher aus dem Landtag aus.

## Privates
Nic Vogel ist verheiratet und wohnt in Düsseldorf.